# José Viana Vaz
José Viana Vaz (São Luís, 22 de junho de 1852 — São Luís, 05 de janeiro de 1922) foi um político brasileiro.

## Biografia
Filho de José Caetano Vaz Júnior, Ex-Governador do Maranhão e neto do Dr. José Caetano Vaz, médico residente na Vila de Caxias desde ano 1823.
Formou-se pela Faculdade de Direito do Recife em 1878, e ainda estudante fundou, em 1877, ao lado de Antônio de Almeida Oliveira e Sousa Freitas, o periódico O Democrata. Ingressou na política filiando-se ao Partido Liberal. Eleito deputado geral pelo Maranhão pela primeira vez em 1881, exerceu o mandato até 1885. Em 1886, agora com Casimiro Dias Vieira Júnior, fundou o jornal O Liberal, e em 1889 foi eleito deputado à Assembleia provincial maranhense.
Já na República, em 5 de junho de 1890 foi nomeado fiscal de empréstimo à lavoura do
Banco Hipotecário e Comercial do Maranhão. No governo do capitão-tenente Manuel Inácio Belfort Vieira, iniciado em 25 de julho do mesmo ano, foi nomeado vice-governador do Maranhão, assim como Tarquínio Lopes. Em 28 de outubro seguinte assumiu o governo do estado em substituição ao titular. Estimulou a agricultura, a partir do financiamento do crédito, incentivou a construção de fábricas de tecidos e bens de consumo e elevou alguns povoados à categoria de vila. No âmbito educacional, criou várias escolas e introduziu as cadeiras de história e corografia do Brasil no Liceu Maranhense. Em 24 de novembro de 1890 foi nomeado juiz seccional do Maranhão, para instalar a Justiça Federal do estado. Tomou posse em 3 de março de 1891 e no dia seguinte transmitiu o governo a Tarquínio Lopes. Permaneceria como juiz seccional por 31 anos. Auxiliou com seus conhecimentos jurídicos na elaboração da primeira Constituição republicana maranhense.
Foi ainda inspetor de instrução pública em São Luís e primeiro diretor da Faculdade de Direito do Maranhão.
Faleceu em São Luís no dia 5 de janeiro de 1922.